# Religia w Meksyku

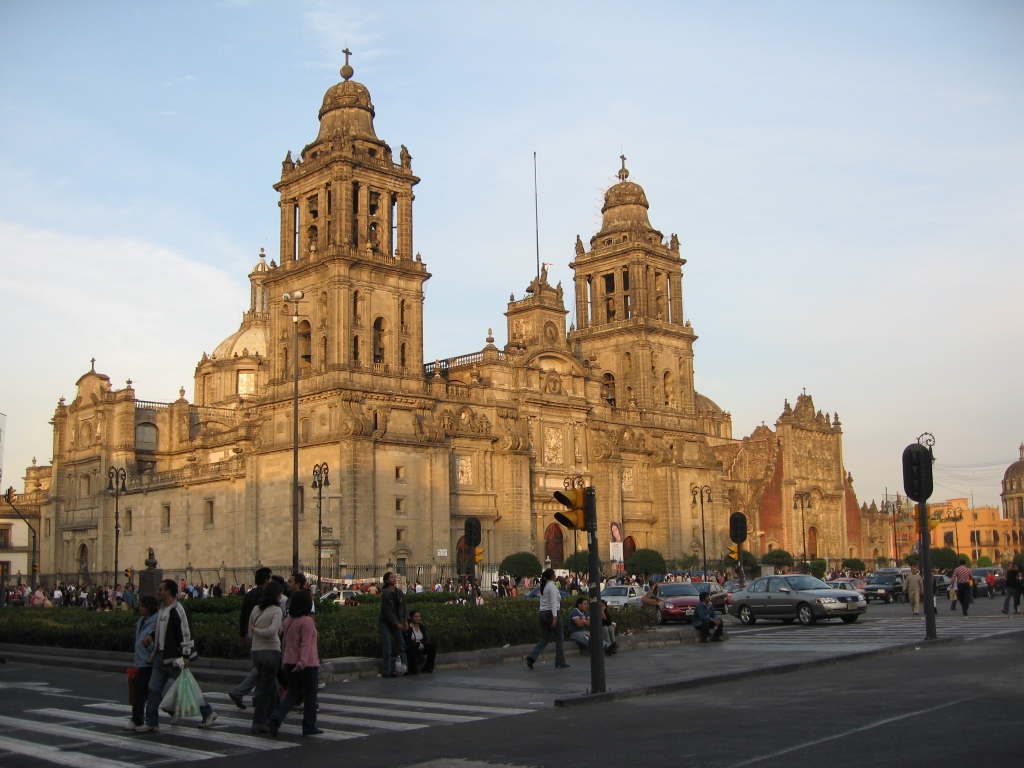
Katedra Metropolitalna będącą najstarszą katedrą w Ameryce Łacińskiej i symbolem przybycia hiszpańskich konkwistadorów.

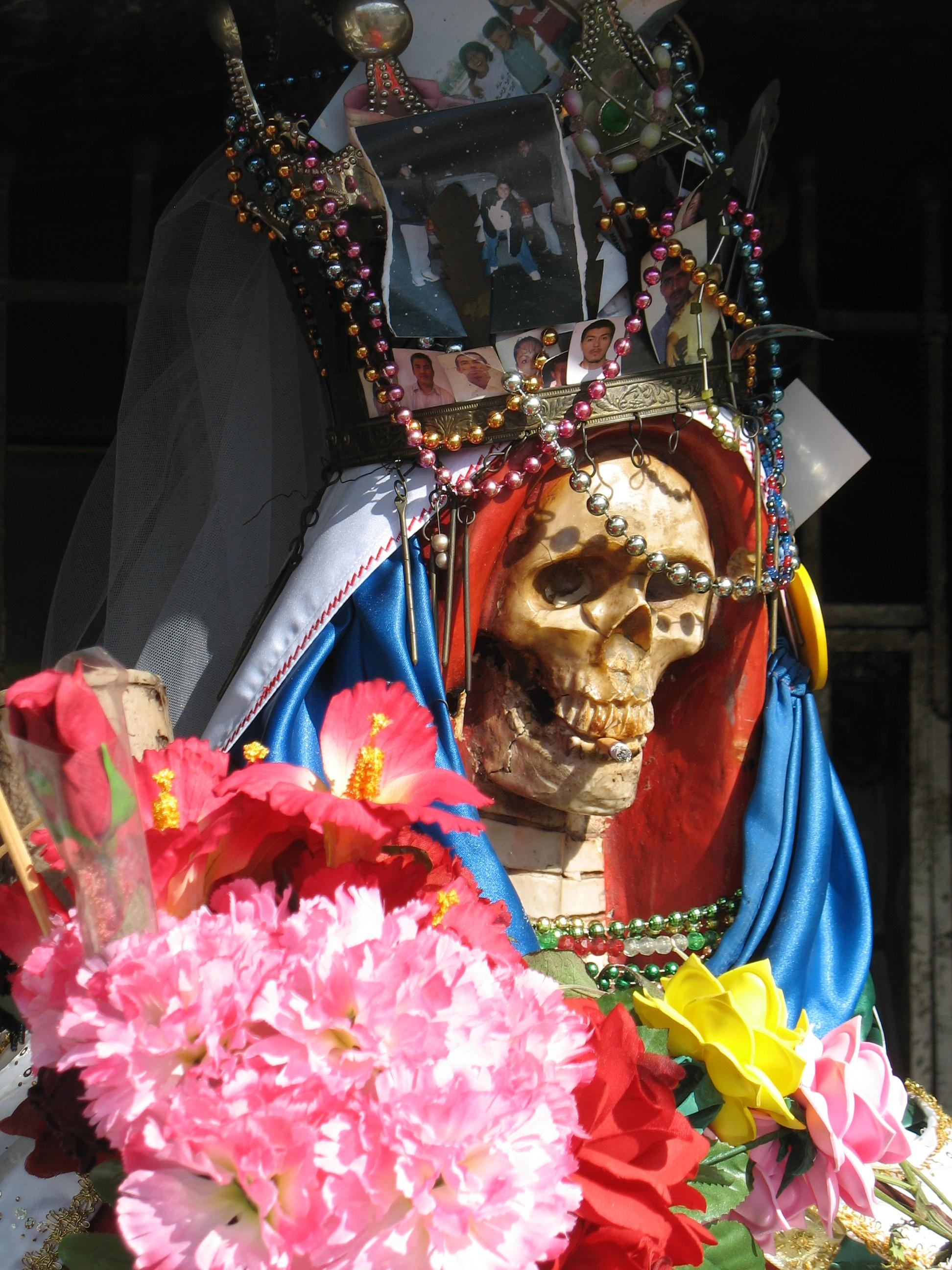
W XXI wieku zyskał na znaczeniu oficjalnie zakazany przez Kościół katolicki kult Santa Muerte, czyli Patronki Świętej Śmierci.

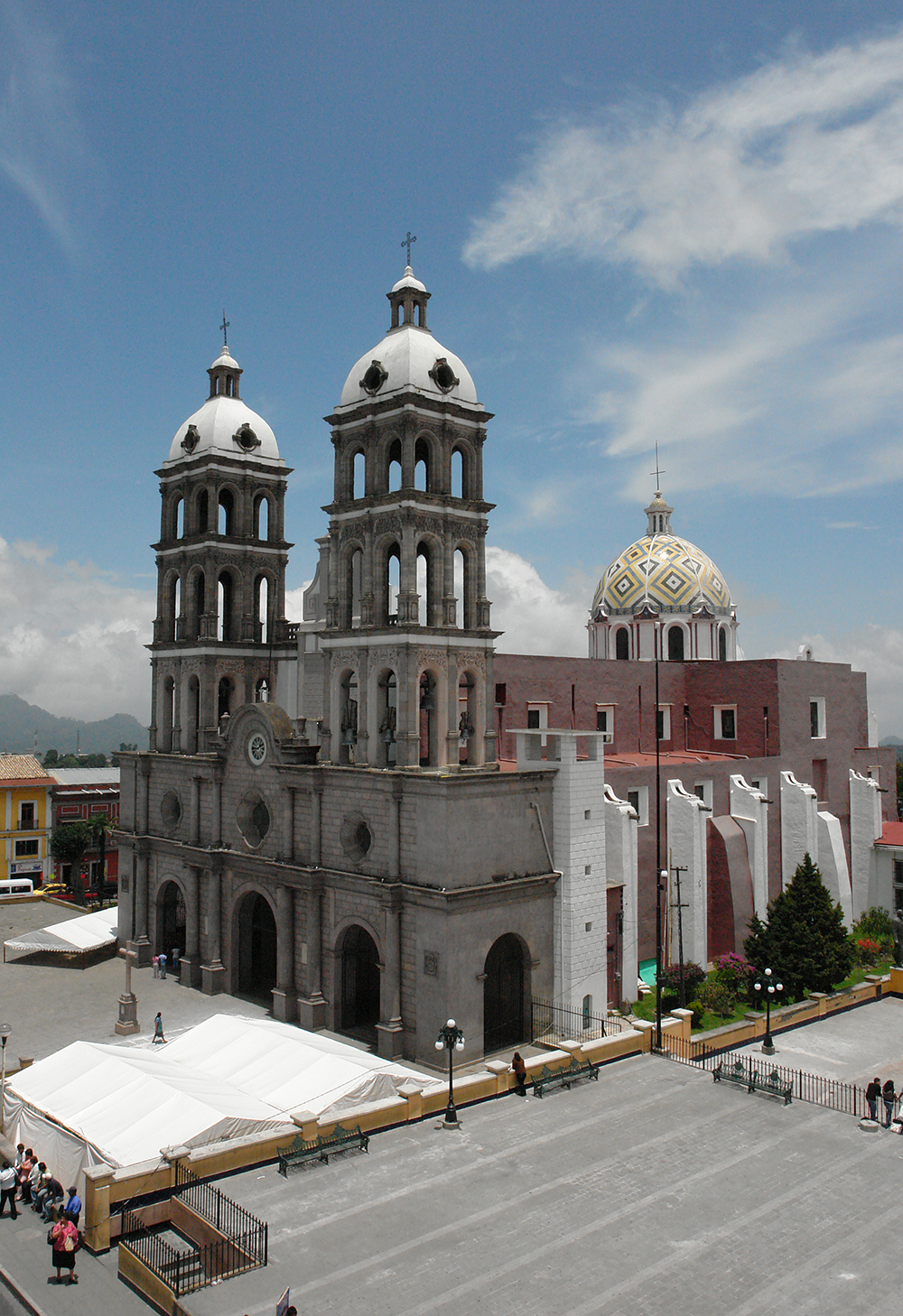
Katolicka katedra w Teziutlán.

Religia w Meksyku od czasów kolonizacji hiszpańskiej zdominowana jest przez katolicyzm, który wyznaje około 80% populacji. 10,8% populacji związana jest z protestantyzmem, a trzecią co do wielkości grupą są osoby bez przynależności religijnej – 5,4%. Pozostałe religie wyznaje razem mniej niż 5% społeczeństwa i są to głównie tradycyjne religie Indian, inne grupy chrześcijańskie, buddyści i żydzi.
Religijność jest głęboko zakorzeniona w meksykańskiej kulturze, a kolorowe kapliczki są nieodłącznym elementem meksykańskiego krajobrazu. Religijność wiejskich Meksykanów często charakteryzuje synkretyzm religijny, a nominalny katolicyzm mieszany jest z tradycjami religijnymi etnicznych Majów.
W ostatnich dziesięcioleciach spada odsetek osób identyfikujących się z Kościołem katolickim, jednak zjawisko to nie jest tak silne, jak w innych krajach Ameryki Łacińskiej. W 2018 roku, w Generalnej Dyrekcji ds. Religijnych Stowarzyszeń (DGAR) było zarejestrowanych ponad 9 tysięcy związków wyznaniowych.
Konstytucja Meksyku gwarantuje rozdział państwa od kościoła, oraz wolność wyznania. W raporcie Departamentu Stanu USA z 2018 roku księża katoliccy i inni przywódcy religijni nadal są celem i ofiarami zabójstw, prób wymuszeń, gróźb śmierci, porwań i zastraszania przez zorganizowane grupy przestępcze. Według Katolickiego Centrum Multimedialnego (CMC), Meksyk jest najbardziej brutalnym krajem dla duchownych w Ameryce Łacińskiej.

## Historia
Po hiszpańskim podboju w bitwie pod Otumbą (1520), imperium Azteków zostało poddane misji Kościoła katolickiego, który sprawował władzę równą, jeśli nie większą niż władza rządów wiceregionalnych. Pierwsza misja franciszkańska przybyła do Meksyku w roku 1524. Uniwersytet Meksykański został założony pod patronatem Kościoła w roku 1553. W 1572 osiedlili się tutaj jezuici.
Kościół rzymskokatolicki ustanowił arcybiskupstwo Meksyku w 1546 roku. Do czasu utworzenia arcybiskupstwa Gwatemali w 1743 roku, wszystkie diecezje w kontynentalnej Ameryce Hiszpańskiej na północ od Kostaryki, były podporządkowane Meksykowi.
Przez dziesięciolecia Kościół katolicki jako korporacja utrzymywał jurysdykcję, aż do jej zniesienia przez ustawę Juáreza w 1855 roku. W tym czasie plan ayutlański, Konstytucja z 1857 i ustawy reformujące mocno zaznaczyły wagę wartości liberalnych. Antyklerykalizm stanowił centralny składnik wyrażania tożsamości przez meksykańskich liberałów. Poprzez ustawy prezydenta Benito Juáreza, nieruchomości kościelne zostały skonfiskowane, sądy kościelne zostały przekazane władzom cywilnym, a księżom zabroniono publicznego noszenia stroju duchownego.
W 1910 roku rewolucja meksykańska pogłębiła konflikt Kościoła z władzami państwa. Przywódcy kraju obawiali się, że religia powstrzyma postęp i narzucili surowsze przepisy antyklerykalne, taki jak zakaz głoszenia polityki z ambony. Artykuł 3 Konstytucji z 1917 zakazał kościołom uczestniczenia w szkolnictwie podstawowym i średnim. W efekcie wzrastających ucisków, w 1926 roku doszło do krwawego konfliktu zwanym Powstaniem Cristero.
Konflikt między Kościołem a państwem oficjalnie zakończył się wraz z administracją Manuela Ávila Camacho (1940–1946). W latach 40. XX wieku konserwatywne rządy stanowiły wzmocnienie dla pozycji dominującego Kościoła. W 1992 roku doszło do zmian konstytucyjnych, w wyniku których Meksyk na nowo podjął stosunki dyplomatyczne z Watykanem.

## Chrześcijaństwo

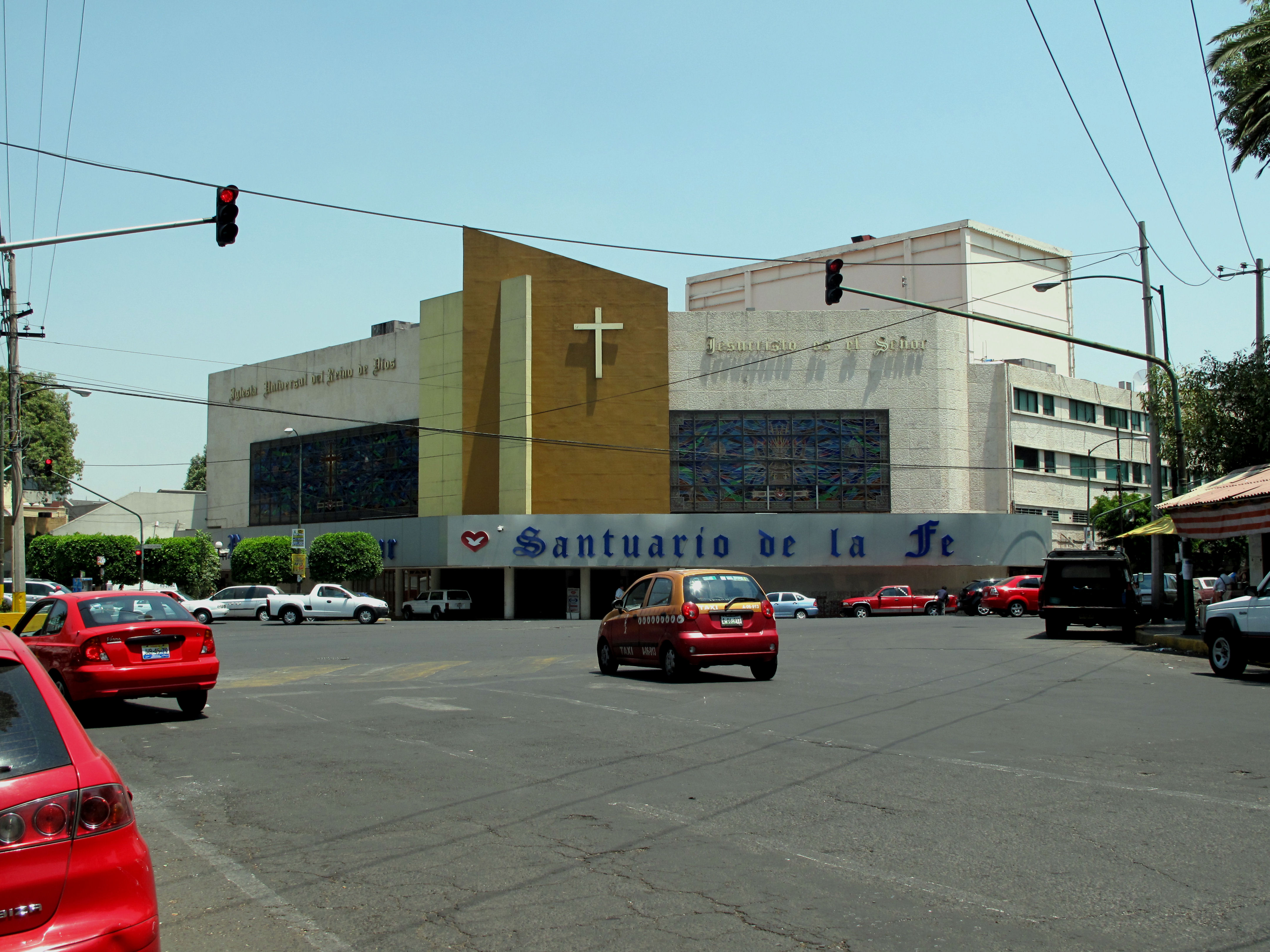
Uniwersalny Kościół Królestwa Bożego w Meksyku.

Obecnie Meksyk ma drugą co do wielkości liczbę katolików na świecie, a 81% Meksykanów uważa się za katolików, co czyni Meksyk jednym z najbardziej katolickich regionów, nawet wśród krajów Ameryki Łacińskiej. W stolicy kraju znajduje się Bazylika Matki Bożej z Guadalupe uznawana za najczęściej odwiedzane sanktuarium maryjne na świecie.
Od 1950 roku, gdy 98,2% Meksykanów uważało się za katolików, odsetek katolików w społeczeństwie stale maleje. Z drugiej strony odsetek protestantów wzrósł z 1,3% w roku 1950, do ponad 8% całej populacji w roku 2010. Znacznie wzrosła także liczba Świadków Jehowy i mormonów, jednak grupy te dalej stanowią jedynie marginalną część społeczeństwa.
Katolicy w Meksyku często jednoznacznie nie zgadzają się z naukami swojego Kościoła. Połowa meksykańskich katolików uważa, że osoby homoseksulne powinni mieć prawo zawierania małżeństw jednopłciowych (prawo istniejące w niektórych częściach kraju), w porównaniu z 42%, tych którzy popierają politykę kościelną i sprzeciwiają się małżeństwom homoseksualnym. Jeszcze mniej katolików w Meksyku twierdzi, że seks poza małżeństwem (45%), rozwód (32%) i antykoncepcja (28%) są moralnie złe.
Protestantyzm cieszy się największym zainteresowaniem wśród rdzennej ludności Indian. Wraz z napływem kapitału z USA protestantyzm w coraz większym stopniu był utożsamiany z dobrobytem. Protestanci stanowią największy odsetek populacji na południu kraju, w stanach Chiapas, Tabasco, Quintana Roo i Campeche. Około połowa z szacowanej na 100 tys. społeczności mennonitów, skoncentrowana jest w stanie Chihuahua. Jednak większość protestantów w Meksyku to zielonoświątkowcy. Duże grupy zrzeszają także: prezbiterianie, wolne kościoły, adwentyści dnia siódmego, metodyści i baptyści.
Spośród kultów chrześcijańskich Kościół Jezusa Chrystusa Świętych w Dniach Ostatnich w 2020 roku twierdzi, że posiada 1,48 mln członków (1,2% populacji), jednak według Spisu Powszechnego z 2010 roku jedynie 314,9 tys. osób zgłosiło przynależność do tej grupy religijnej. Świadkowie Jehowy podają, że mają 865 tys. głosicieli (0,7%) – według spisu ponad 1,5 mln (1,4%) jest Świadkami Jehowy.

## Inne religie

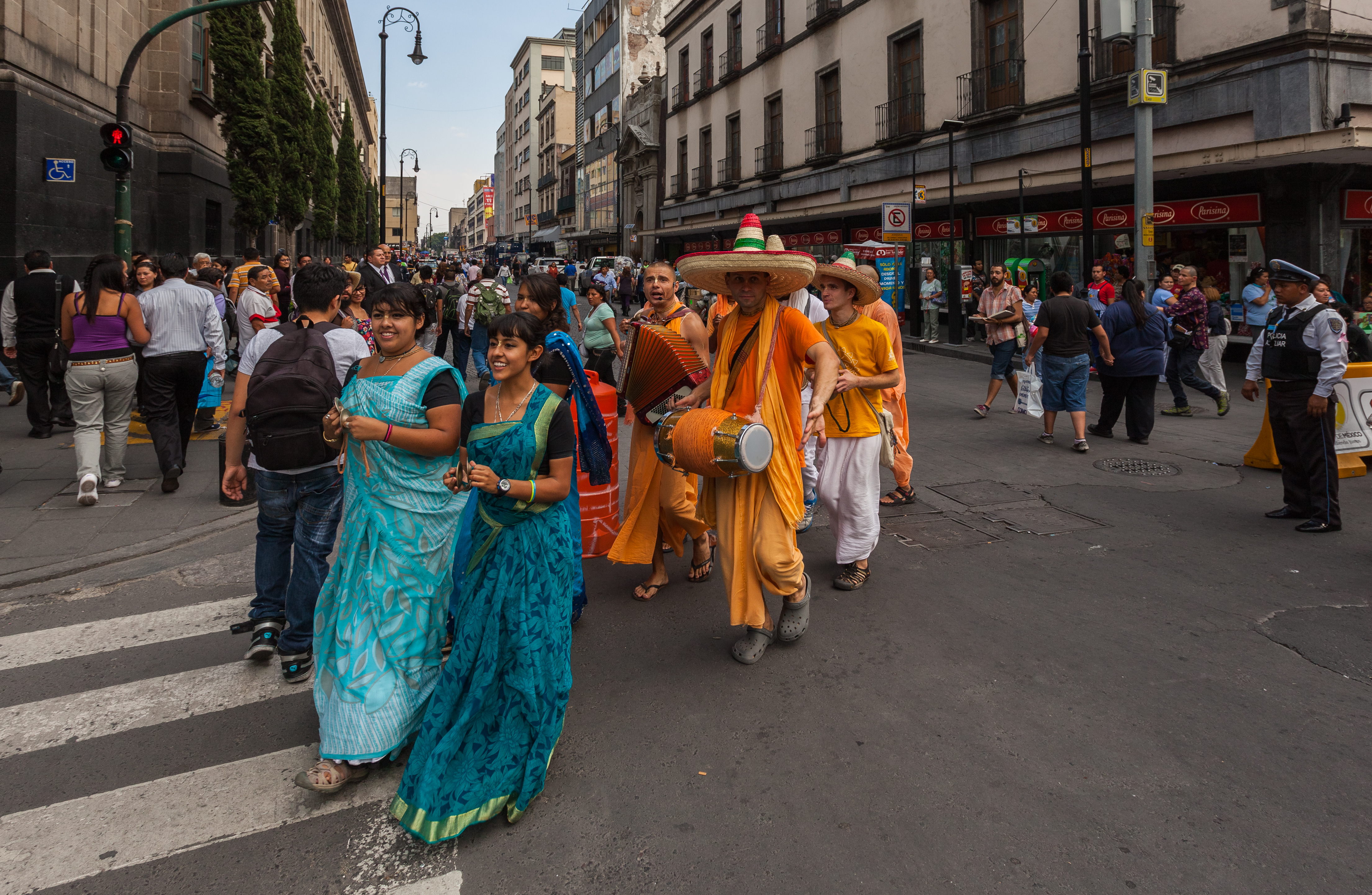
Buddyści w Meksyku.

Według spisu z 2010 roku społeczność żydowska liczy około 67,5 tys. osób, a społeczność muzułmańska 4 tys. osób. Większość tych społeczności zamieszkuje w mieście i stanie Meksyk. Liczbę buddystów oszacowano na 14 tysięcy, z największą grupą (4,6 tys.) w stolicy kraju. Kilkusetna populacja muzułmańska Ahmadijja zamieszkuje stan Chiapas i pochodzi z grupy etnicznej Tzotzil. Istnieje też kilkusetna rdzenna społeczność bahaistów.